# عمر محمد الموصلي
عمر جاسم محمد الموصلي مؤرخ وصحفي مواطن من الموصل بالعراق، وثق الحياة في ظل داعش من خلال مدونته عين الموصل.

## النشأة والتعليم
ولد عمر ونشأ في الموصل. تخرج من جامعة الموصل عام 2012 بعد أن نوقشت أطروحته حول الاحتلال الفرنسي لمصر. درّس في نفس الجامعة لمدة عام قبل أن يغلقها داعش في 2014.

## حياته تحت حكم داعش
«كل ما استطعت رؤيته هو الدم» هو وصف عمر للفترة التي عاشها في الموصل تحت حكم تنظيم داعش، اشتهر بتوثيق الحياة اليومية في الموصل بين عامي 2003 و2018. سافر حول العالم لطلب الدعم لمدينته الموصل، ولا يزال يدير مدونته من منفاه. قبل أشهر قليلة من تحرير الموصل من قبضة داعش، نظم عمر عرضًا موسيقيًا في الموقع التاريخي المرتبط بالنبي يونس على الضفة الشرقية للموصل «لتحدي داعش بالموسيقى».

## جهوده في الموصل
«ليكن كتابا ينهض من الرماد» مشروع أطلقه عمر محمد لحفظ كتب مكتبة جامعة الموصل المدمرة. أدت الحملة إلى حفظ أكثر من 32 ألف كتاب ومخطوطة. وفي حديثه إلى الإندبندنت، قال إنه يأمل في جمع ما لا يقل عن 200000 كتاب، معظمها من التبرعات الدولية، لإعادة بناء المكتبة المركزية للجامعة وغيرها من المكتبات في جميع أنحاء المدينة. في مقابلة هاتفية مع بزفيد نيوز، كشف القليل جدًا من المعلومات الشخصية، وكان من بين ما قاله: «يمكنني أن أخبرك أنني لم أبلغ 40 عامًا بعد» - وأصر على عدم الكشف عن هويته لحماية نفسه وأقربائه. لكنه تحدث مطولاً عن آماله في المكتبة ولماذا يستثمر في مشروع إحيائها. قال «عندما كنت في الجامعة، كنت أقضي معظم وقتي في المكتبة». «عندما لم تعجبني محاضرات أساتذتي، غالبًا ما كنت أذهب إلى المكتبة لأقوم بالبحث ودراسة الكتب بمفردي.»

## دور عين الموصل
لا يزال الوصول إلى الإنترنت أكثر محدودية في الموصل مقارنة ببقية العراق. في حين أن تنظيم الدولة لم يقيد الوصول إلى الإنترنت، فقد فرض ضرائب عالية على مزودي خدمة الإنترنت مما تسبب في إبقاء الوصول إلى الإنترنت محدودا في المدينة (انظر تقرير الأمم المتحدة، 2016). على الرغم من ذلك، فقد ثبت أن عددًا من المبادرات الإعلامية المحلية المتنامية عبر الإنترنت تحظى بشعبية كبيرة. كانت عين الموصل، مدونة، يكتبها مجهول (وكشف عمر محمد هويته كمؤسسها في ديسمبر 2017)، وثقت الأحداث في الموصل في ظل احتلال داعش، وزودت مواطني الموصل، وبعض مواطني الشتات والمجتمع الدولي بمعلومات وأدلة حيوية على فظائع داعش. وهي تركز الآن على «استعادة» الموصل هيكليًا وثقافيًا. لم تكن عين الموصل مصدرًا للمعلومات فحسب، بل كانت عاملاً اجتماعيًا في المدينة، وفقًا لمؤسسها عمر محمد (اقتباس من حوار له سنة 2018 مع ذا غارديان). بعد تحرير الموصل، لعبت عين الموصل دورًا مختلفًا، «وهو إعادة بناء المجتمع المدني، ومحاولة دعم الأشخاص الذين بقوا في المدينة، ومنحهم صوتًا، إذ كانوا دون صوت معبر عنهم».

## حملة الموصل الدولية
حملة الموصل العالمية هي حملة أطلقها عمر لمناصرة ودعم الموصل بعد فراره من المدينة في ديسمبر 2015. بدأ عمر حملة طويلة تجول حول العالم لإلقاء الخطب والمحادثات والمحاضرات في الجامعات والمعاهد وغيرها من الأماكن العالمية. سافر حول أوروبا والولايات المتحدة وروسيا ودول أخرى. كانت مهمته كما قال في العديد من خطاباته العامة هي «وضع الموصل على الخريطة العالمية». تمت دعوته من قبل العديد من الجامعات والحكومات الدولية. كما طالب في مناسبات مختلفة المجتمع الدولي بوضع الموصل تحت الوصاية الدولية لحماية شعبها. قال عنها: «هذه مدينتي، أحب الموصل أكثر من أي شيء آخر.»

## الحياة الشخصية
اعتبارًا من 2020، يعيش عمر في باريس ولا يستطيع العودة إلى الموصل. قتل أخاه في ضربة جوية في معركة تحرير الموصل من تنظيم داعش 2014.
عمر هو من المعجبين بإسحاق بيرلمان وظهر في الفيلم الوثائقي الصادر سنة 2020 ذات مرة في العراق.

## مؤلفاته
1- تاريخ الحملة الفرنسية على مصر في كتابات عبد الرحمن الجبرتي الأردن 2013.

## وصلات خارجية
- مقال له في الفنار للإعلام